# Tadeusz Kurkowski

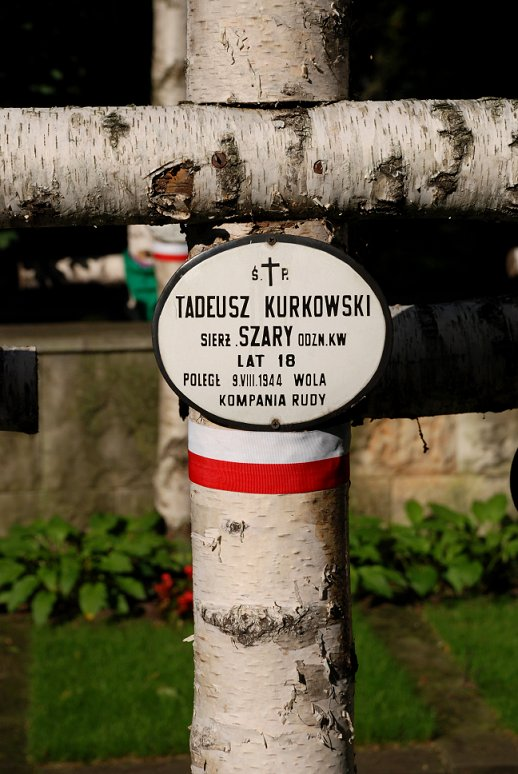
Nad mogiłą na Powązkach Wojskowych

Tadeusz Kurkowski ps. „Szary” (ur. 7 stycznia 1926, zm. 9 sierpnia 1944 w Warszawie) – sierżant, uczestnik powstania warszawskiego w 2. kompanii „Rudy” batalionu „Zośka”.

## Życiorys
Do 1944 uczeń w Liceum im. Tadeusza Reytana. Podczas okupacji hitlerowskiej działał w konspiracji. Uczestniczył jako członek grupy I ataku w akcji wykolejenia niemieckiego pociągu na trasie Tłuszcz–Urle. Zginął 9. dnia powstania warszawskiego podczas walk w rejonie cmentarza ewangelickiego na Woli. Miał 18 lat. Pochowany w kwaterach żołnierzy i sanitariuszek batalionu „Zośka” na Wojskowych Powązkach w Warszawie (kwatera A20-4-16).
Został odznaczony Krzyżem Walecznych.